# Transportujuća ATPaza nepolarnih aminokiselina
Transportujuća ATPaza nepolarnih aminokiselina (EC 3.6.3.22, Nonpolar-amino-acid-transporting ATPase) je enzim sa sistematskim imenom ATP fosfohidrolaza (translokacija nepolarne aminokiseline). Ovaj enzim katalizuje sledeću hemijsku reakciju
ATP + 2O + nepolarna aminokiselinaout {\displaystyle \rightleftharpoons } ADP + fosfat + nepolarna aminokiselinain
Ova ATPaza ABC-tipa je karakteristična po prisustvu dva slična ATP-vezujuća domena.

## Spoljašnje veze
- Nonpolar-amino-acid-transporting+ATPase на 